# Autódromo Hermanos Rodríguez
El Autódromo Hermanos Rodríguez es un autódromo ubicado al oriente de la Ciudad de México, México, dentro del macro complejo Ciudad Deportiva Magdalena Mixhuca, a un par de kilómetros del aeropuerto.
Fue construido en 1959 y es propiedad del Gobierno de Ciudad de México, operado bajo concesión por la Corporación Interamericana de Entretenimiento, a través de su subsidiaria OCESA Entretenimiento, una de las filiales de CIE. CIE también organiza las carreras NASCAR y Desafío Corona en este circuito y alquila los circuitos a otras partes, incluidos organizadores de carreras, clubes de automóviles y aficionados de pista por tarifas que son controvertidas debido a sus montos desproporcionadamente altos en comparación con otros cursos ex-Fórmula 1.
La NASCAR Xfinity Series comenzó a competir en el Autódromo Hermanos Rodríguez en la temporada 2005 y finalizó en la temporada 2008. Martin Truex Jr. ganó la carrera en 2005 y Denny Hamlin ganó en 2006. Para la carrera de 2007, se eliminó la chicane para aumentar las oportunidades de adelantamiento en la recta delantera y en la curva 1, y el piloto colombiano Juan Pablo Montoya, ganó la carrera. Kyle Busch fue el ganador de la carrera en 2008.
El A1 Grand Prix comenzó a competir en el Autódromo Hermanos Rodríguez en la temporada 2006-07 utilizando la configuración de pista completa utilizada por la Fórmula 1. Alex Yoong de Malasia ganó la carrera de velocidad y Oliver Jarvis del Reino Unido ganó la carrera principal. En la temporada 2007-08, Jonny Reid de Nueva Zelanda ganó la carrera de velocidad y Adam Carroll del equipo de Irlanda ganó la carrera principal.
En julio de 2014 se anunció que se volvería a disputar el 1 de noviembre de 2015 el Gran Premio de México. De esta manera, México recibió una carrera de Fórmula 1 luego de 23 años. Su retorno al campeonato tuvo algunos problemas organizativos, que incluyeron la clausura de una grada y la amenaza por parte de vecinos de boicotear el evento.

## Historia

### Antecedentes

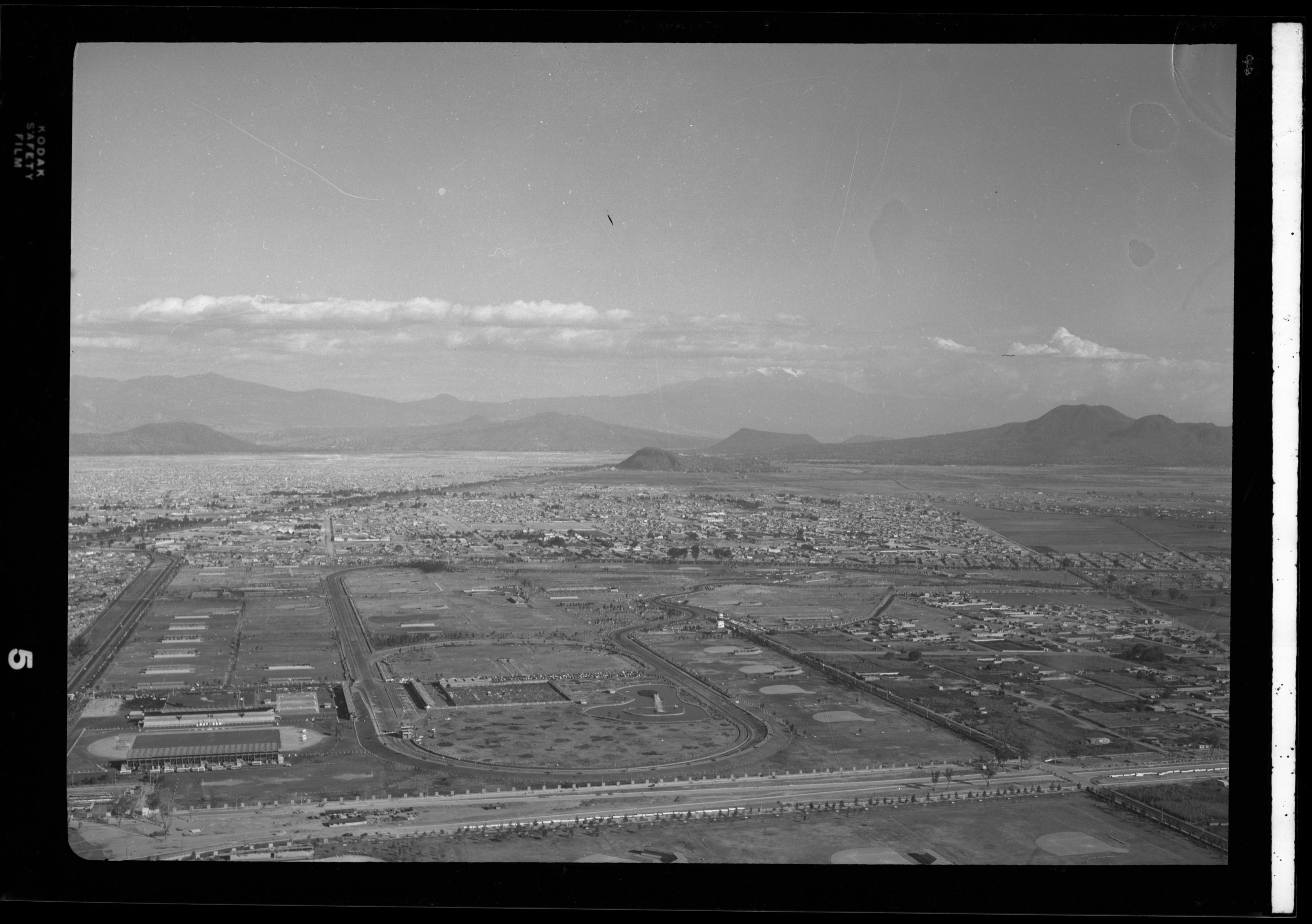
Fotografía aérea del circuito en noviembre de 1962.

En 1956, las autoridades municipales y federales iniciaron la construcción de un complejo conocido como Ciudad Deportiva Magdalena Mixiuhca. La intención era tener un espacio público para el desarrollo de actividades deportivas, culturales y sociales para la población y también un lugar para la realización de grandes eventos.
El diseño del trazado original serie hecho por el estudiante de la Universidad Nacional Autónoma de México (UNAM), Oscar Fernández Gómez Daza en 1955 como proyecto de tesis a falta de un autódromo en la Ciudad de México. Dos años después de haber concluido el examen, sería buscado para proponer que su diseño fuera llevado a la realidad. Tras dar el visto bueno, el entonces, el Departamento del Distrito Federal comenzó a construirla con la autorización del presidente Adolfo López Mateos.
Pedro Rodríguez, padre de los pilotos mexicanos Pedro Rodríguez y Ricardo Rodríguez. fue el director elegido por el mandatario para llevar a cabo el proyecto. El Autódromo Magdalena Mixhuca se completó en 1959 y sería financiada por el Departamento del Distrito Federal.. La carrera inaugural del Autódromo se llevó a cabo el 20 de diciembre de 1959, con las 500 Millas de la Ciudad de México, ganadas por Pedro Rodríguez, en segundo lugar Moisés Solana, y en tercer lugar Ricardo Rodríguez.

### Inicios

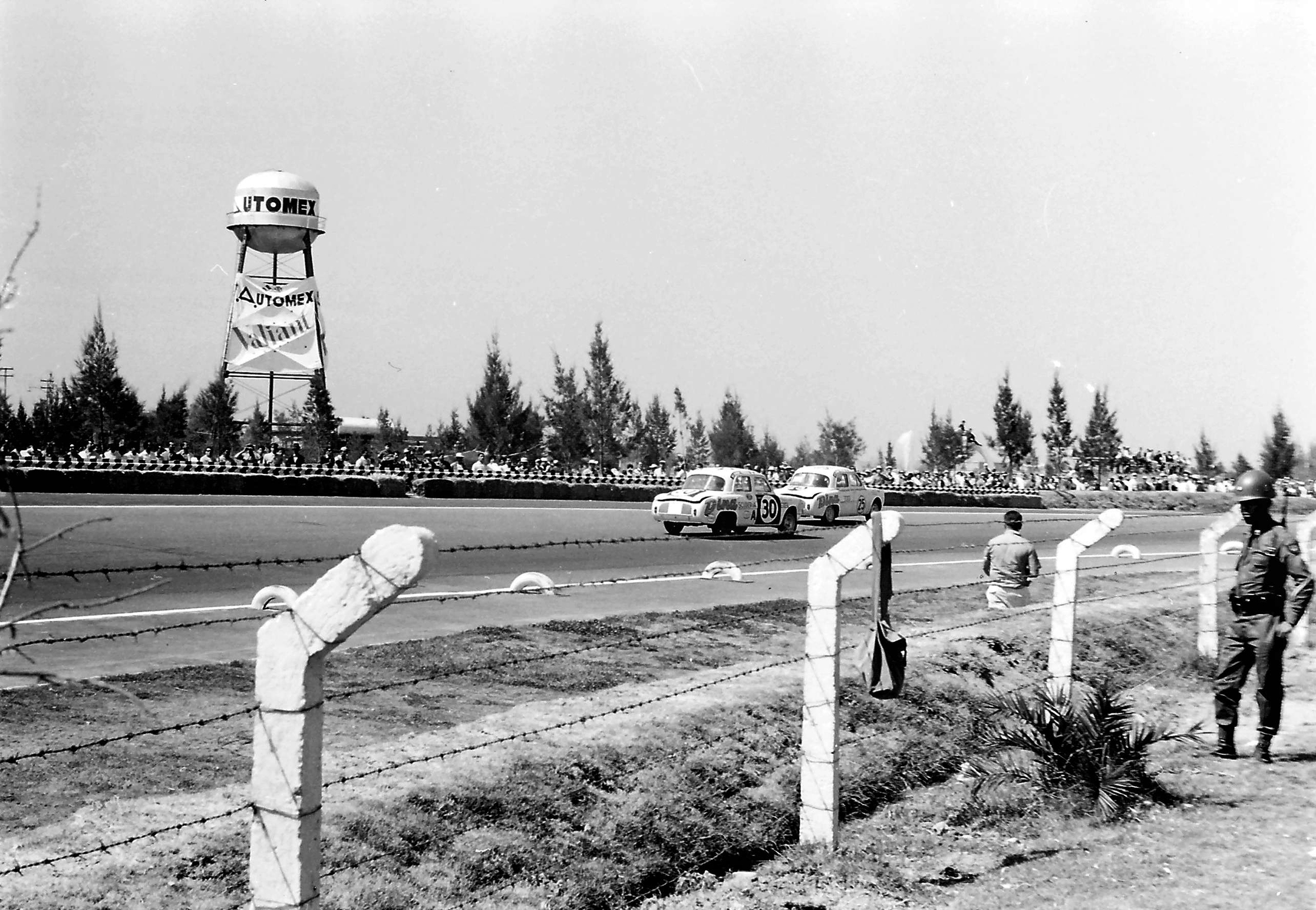
Coches corriendo en el antiguo trazado del circuito.

El circuito sería sede de su primer Gran Premio de Fórmula 1 en 1962, como una carrera fuera del Campeonato, donde lamentablemente fallecería durante las prácticas del gran premio, el mexicano Ricardo Rodríguez. Al año siguiente, el Gran Premio de México se convertía en un evento completo del Campeonato Mundial. La dirección del entonces Autódromo Magdalena Mixhuca decidió homenajearlo, renombrándolo como Autódromo Ricardo Rodríguez.
En 1971, en un accidente durante una competición de en Alemania, Pedro Rodríguez perdería la vida tras un grave accidente. Su muerte conmovió al país y llevó al entonces presidente mexicano Luis Echeverría a cambiar el nombre del circuito para que se llame Autódromo Hermanos Rodríguez. Debido a la muerte, el patrocinador del Gran Premio de México consideró inútil realizar las carreras en el autódromo debido a la falta de pilotos mexicanos en la categoría, lo que provocó la cancelación de la carrera de ese año.
Como consecuencia, el autódromo quedó en un mal estado durante 8 años, provocando grietas en las gradas y en el asfalto de la pista hasta que, en 1980, fue remodelado por primera vez, esto bajo la dirección del arquitecto Manuel Medina, perdiendo el tramo original de Horquilla, utilizado por CART en la primera mitad de la década de 1980. En 1985 se hizo otra gran remodelación, modificando la primera curva y ampliando el tramo siguiente. Al año siguiente, a la FIA le gustó como se veía el circuito y lo volvieron a poner en el calendario de la Fórmula 1 hasta 1992, cuando por la baja cantidad de espectadores y las bajas ganancias, la categoría se fue de México.

### Remodelación
Después de que se fuera la Fórmula 1, el autódromo volvió a un estado de abandono por una década, hasta que en 2002, el autódromo volvió a recibir una categoría relevante en el automovilismo, esta vez, la CART, que volvió a utilizar el circuito hasta la extinción de la categoría de monoplazas norteamericanos en 2007. En esta ocasión utilizaron el circuito con una chicane dentro del Foro Sol donde se encontraba la antigua curva Peraltada.
Para poder albergar una vez más a un Gran Premio de Fórmula 1, el autódromo debió de ser reconstruido casi en su totalidad, con la construcción de un nuevo edificio de boxes, una zona VIP, un hospital, la construcción de nuevas gradas y el reasfaltado completo de la pista, todo esto para que la FIA (Federación Internacional del Automóvil) lo considerara apto en términos de seguridad y logística.
Se estrecharon varias de sus curvas para ampliar las zonas de escape. Los desafiantes ESSES de alta velocidad de media vuelta también se cambiaron, en parte, para beneficiar también a las áreas de escapatoria, pero aún seguían siendo una de las secciones más rápidas de la pista.
La pista del autódromo ahora mide 4,3 kilómetros, tiene siete curvas a la izquierda y 10 a la derecha, con una recta de 1,3 kilómetros, donde se pueden alcanzar velocidades de hasta 328 km/h.
La Fórmula 1 volvió al circuito en 2015, donde el alemán Nico Rosberg, saldría campeón del Gran Premio, en 2021, el piloto mexicano Sergio Pérez, se subiría al podio en tercer lugar, siendo el primer y único mexicano en lograrlo.

## Curvas bautizadas
Antes de la carrera de Fórmula 1 de 1986, la primera curva (ahora las curvas 1-3) recibió su nombre en honor a Moisés Solana, el tercer piloto de Fórmula 1 de México. Todavía se llama Ese Moisés Solana, a menudo denominado "Complejo Solana" en inglés.
En septiembre de 2002, los logros del cuarto y, luego, último piloto de Fórmula 1 de México, Héctor Alonso Rebaque, también conocido como Héctor Rebaque, tanto en Fórmula 1 como en CART, fueron reconocidos nombrando la curva 6 del Autódromo en su honor y llamándola Recorte Rebaque en lugar del nombre anterior de Recorte de Gran Premio.
En 2015 se bautizó la curva 17 del Autódromo Hermanos Rodríguez en honor a la leyenda de la Fórmula 1 Nigel Mansell, dos veces ganador del Gran Premio de México de 1987 y 1992 y escenario de su atrevido pase por fuera de Gerhard Berger en 1990.
El 20 de septiembre de 2016 los logros de Adrián Fernández fueron reconocidos con la denominación de la curva 12 del Autódromo en su honor.

## Actuales competiciones importantes

### Fórmula 1

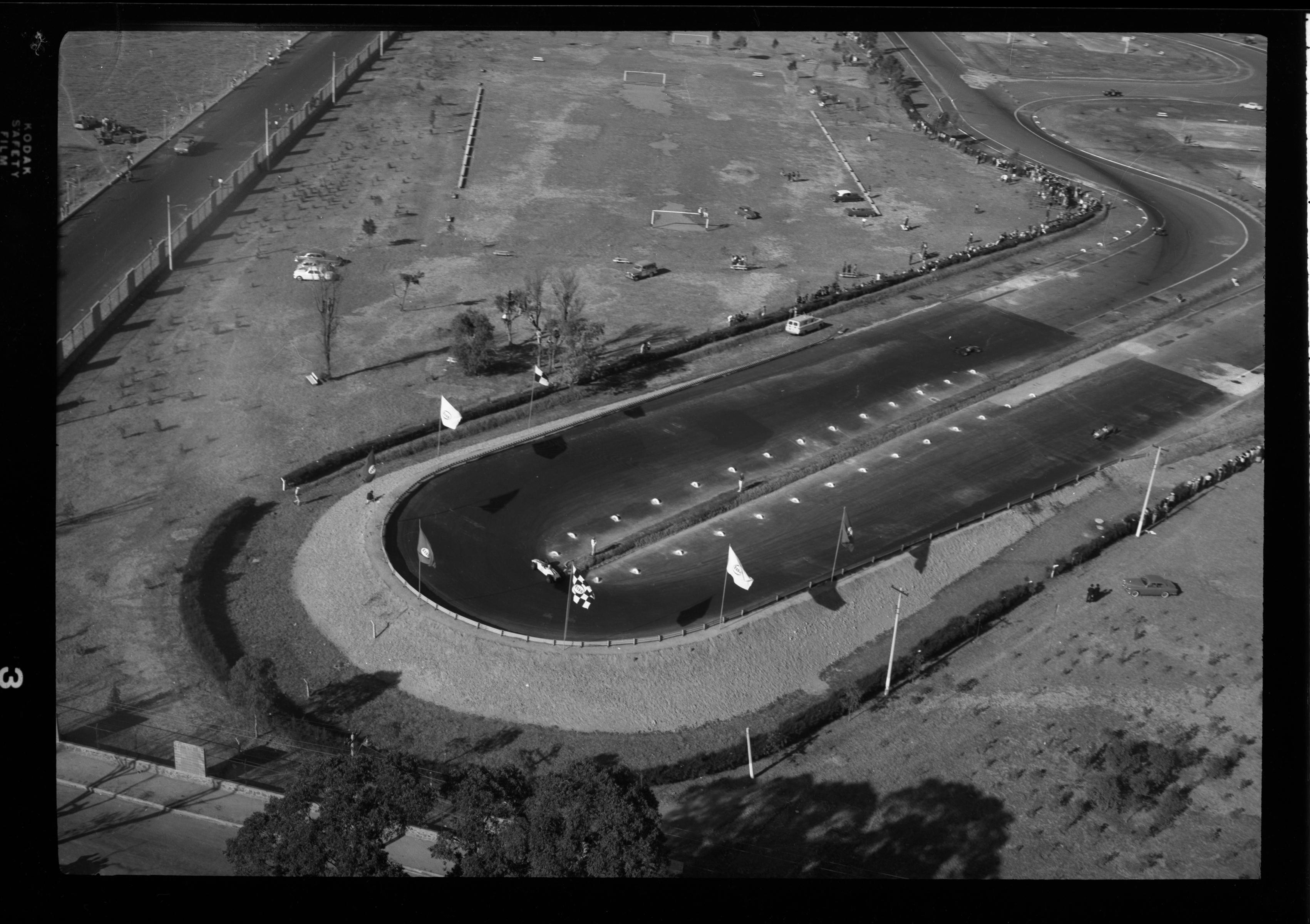
Vista de la "horquilla", noviembre de 1962.

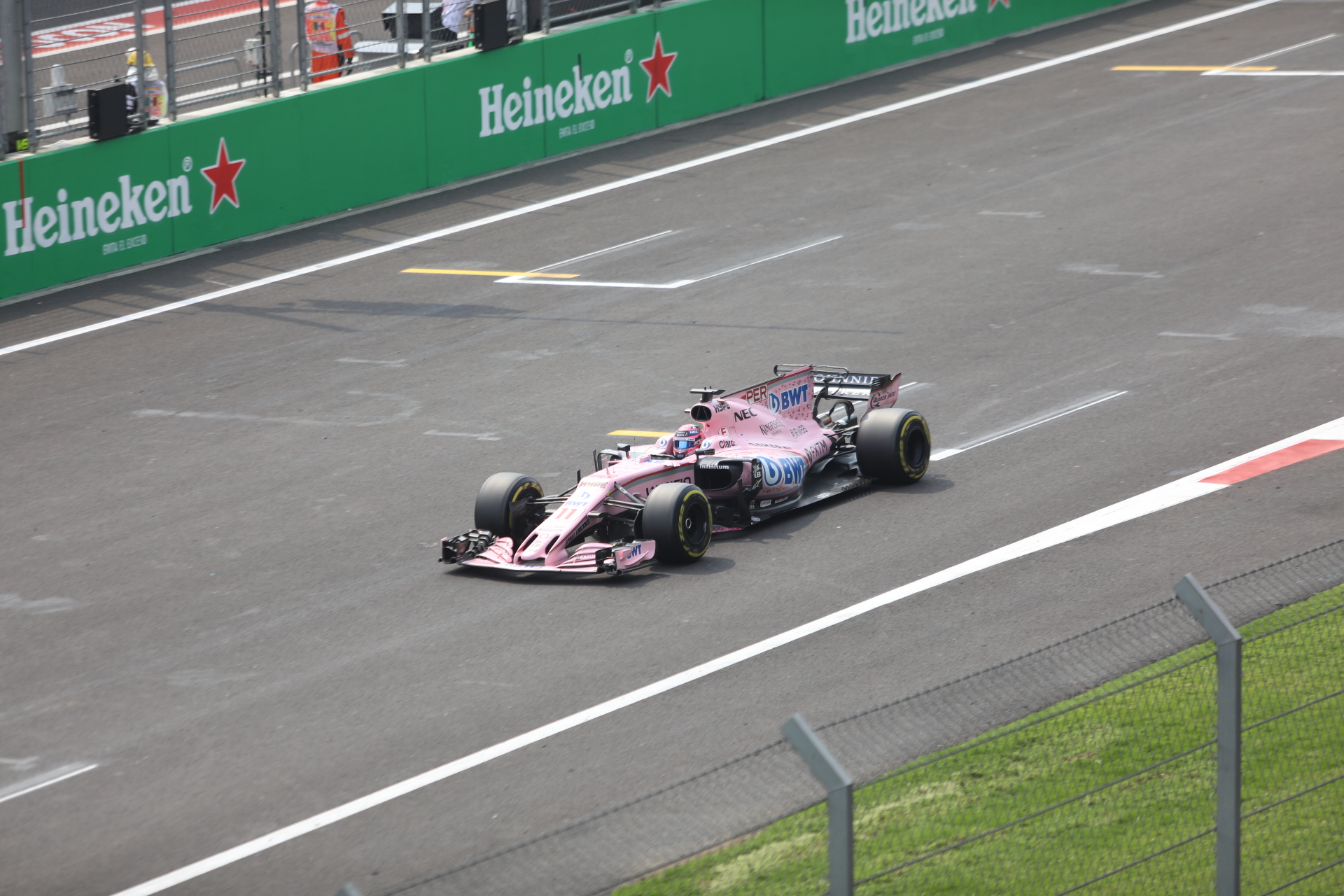
Fórmula 1 en 2017.

El circuito formó parte del calendario de la Fórmula 1 hasta 1970, (el circuito era en su tiempo uno de los más técnicos del mundo). Posteriormente, en 1973, se introduce con el apoyo del Gobierno del Distrito Federal, los arrancones cuarto de milla y se crea la Asociación Mexicana de Autos de Competencia (AMAC), donde surgen grandes pilotos que posteriormente destacarían en diversas competencias nacionales como fueron: Michel Jourdain, Horacio Alatriste, Luis Navarro Ferrari, este último coequipero de Michel Jourdain y que posteriormente encabezaría por tres años consecutivos el primer lugar en la modalidad de arrancones 1/4 de milla, Turismo Modificado y Grand-Am Rolex Series, algo que hasta la fecha nadie ha podido igualar. Para 1986, volvió a entrar en el calendario, del que desapareció de nuevo tras la carrera disputada en 1992.
En 2013 se analizó la posibilidad de traer de vuelta la F1 a este circuito para 2014. La propuesta era mantener el trazado original pero brindarle características más modernas para elevar el nivel de este recinto deportivo y cumplir con las especificaciones requeridas por la FIA.
En julio de 2014 la FIA anunció que el autódromo sería una de las 20 fechas del serial en noviembre de 2015 para disputar el Gran Premio de México, para lo cual se realizó una inversión pública y privada de 360 millones de dólares estadounidenses.

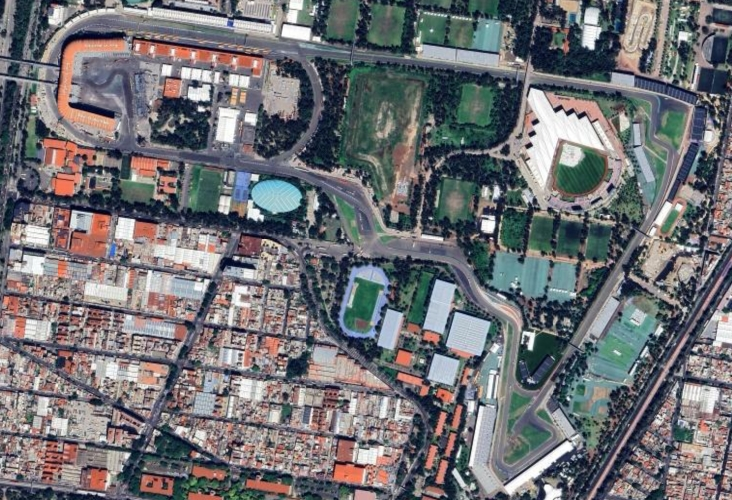
Vista Aérea del circuito en 2024

El circuito del Gran Premio se sometió a una importante renovación bajo la dirección de Hermann Tilke para el regreso de la Fórmula 1 en 2015. Se reconstruyó la pista completamente, se edificaron un hospital, una nueva zona de pits, un hospitality, una zona VIP y un complejo de gradas con capacidad para más de 120 mil personas.. Los eses icónicos entre los turnos 7 y 13 se modificaron significativamente; los prolíficos giros de alto radio disminuyeron en gran medida y algunos se reemplazaron con giros de ángulo fijo. La parte de la pista del campo de béisbol también se modificó a una combinación de izquierda a derecha de baja velocidad que pasó por alto la primera mitad de Peraltada, lo que permitió a los autos volver a ingresar a Peraltada a la mitad de la esquina. Con 4.304 kilómetros (2.674 mi), el recorrido es 170 metros (560 pies) más corto que el diseño anterior del Gran Premio, y los organizadores del Gran Premio de México predijeron tiempos de vuelta de alrededor de 75 segundos y velocidades superiores a los 328 km/h (204 mph) para los actuales coches de Fórmula 1 turboalimentados, que eliminan los efectos adversos de la altitud presentes en los coches de aspiración natural. Sin embargo, los modernos autos de F1 turbo híbridos V6 en realidad lograron alcanzar velocidades máximas de más de 370 km/h (230 mph) en la recta principal.
El reingreso del Autódromo a la máxima categoría se planeó para el 1 de noviembre de 2015, con una cobertura televisiva nacional e internacional fue considerada un éxito en lo que se refiere a organización, llenado de las gradas y por la carrera misma. Con múltiples despistes de los pilotos gracias al asfalto nuevo y a la vez por un autódromo que ningún piloto había visitado antes, a excepción de Sergio Pérez, contribuyeron a que hubiera cuantiosas salidas de pista y diversos contactos contra las barreras de protección. Al final de cuentas el alemán Nico Rosberg se llevó la bandera de cuadros, seguido de cerca por su coequipero Lewis Hamilton y completando el podio el finlandés Valtteri Bottas.
El día jueves 8 de agosto de 2019, se extendió el contrato del ahora renombrado Gran Premio de la Ciudad de México hasta el año 2022.
El 27 de octubre de 2022, previo al inicio de la edición 2022 del Gran Premio de la Ciudad de México, se anunció que el contrato se extendería hasta el 2025.

### W Series
Se prevé que la W Series llegue en 2022 con dos rondas, que servirían de apoyo para el Gran Premio de la Ciudad de México de 2022.

### NASCAR Xfinity Series

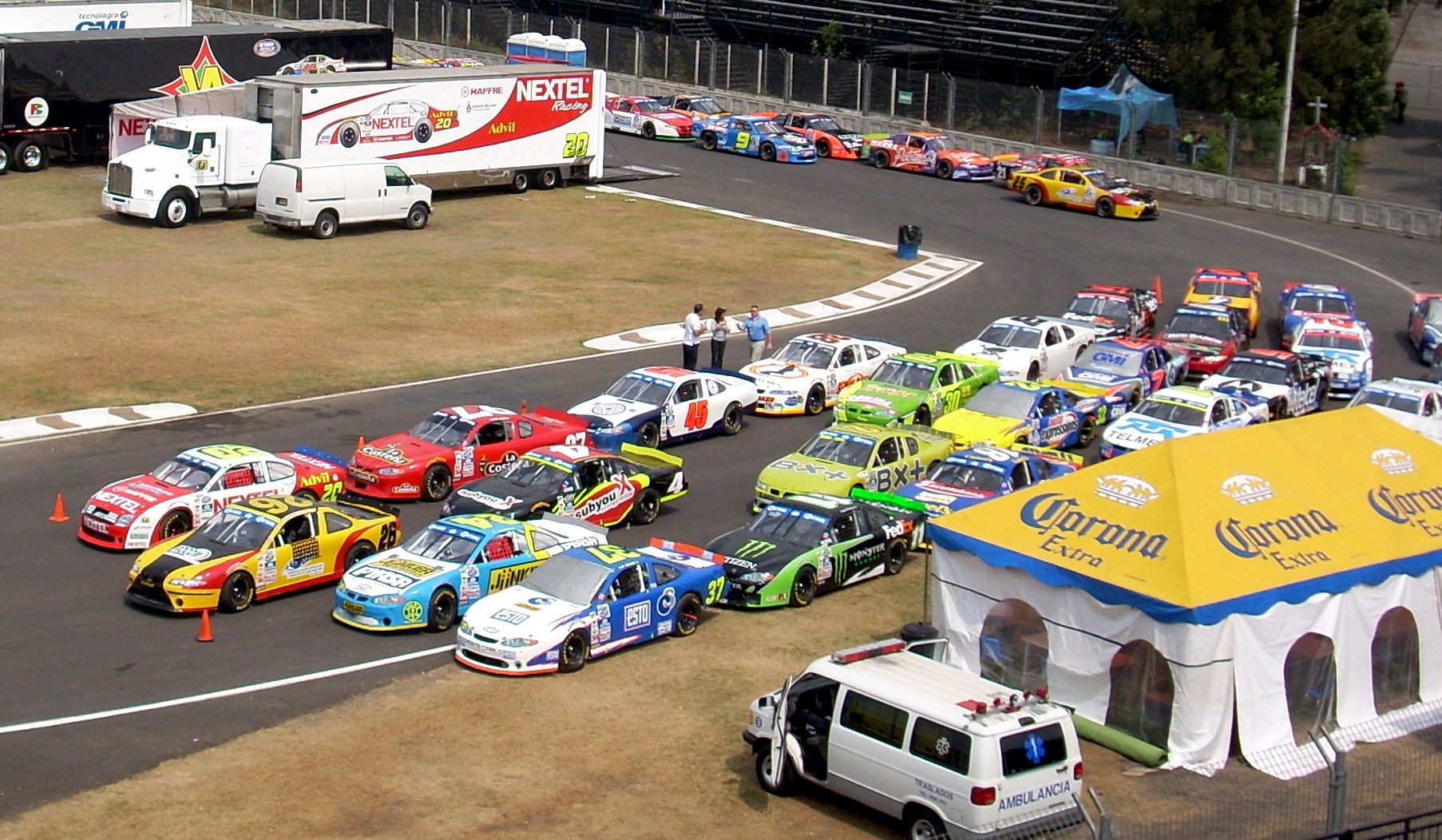
NASCAR Xfinity Series en la pista ovalada

Además de recibir a la Champ Car, desde el 2005 se corrió la categoría Busch Series (Actualmente denominada Xfinity Series) donde también se hicieron modificaciones a la pista, como una chicana al final de la recta principal para que los autos entraran a moderada velocidad a la primera curva. También las curvas de la recta trasera, la zona conocida como "estadio", fue recortada. En todas las ediciones se ha utilizado la curva peraltada, sin pasar por el Foro Sol.
La NASCAR Nationwide Series empezó a correr en el Autódromo Hermanos Rodríguez en la temporada 2005 y terminó en la temporada 2008. Martin Truex Jr. ganó la primera carrera en 2005, y Denny Hamlin ganó en 2006. Para la carrera de 2007, se eliminó la chicana para aumentar las oportunidades de sobrepaso en la recta principal rumbo a la curva 1, y el colombiano Juan Pablo Montoya, ganó la carrera. Kyle Busch fue el ganador de la carrera en 2008.El calendario de carreras de 2025 establece que el sábado 14 de junio se disputarán las Nascar Xfinity y Nascar México.

### NASCAR Cup Series
Se ha confirmado la llegada de una nueva carrera en el Autódromo Hermanos Rodríguez con la NASCAR Cup 2025, la cual se disputará el 15 de junio.

### NASCAR México Series

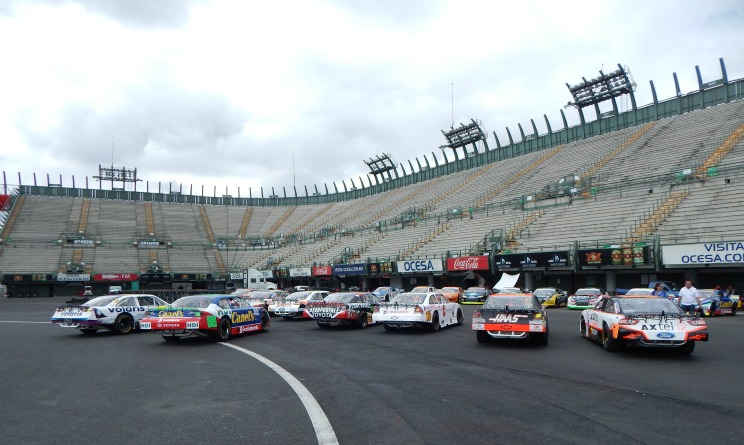
Autos de la NASCAR México Series en el Foro Sol.

Esta división de NASCAR celebrada en México comprende varias fechas en distintas ubicaciones a lo largo de todo el país, siendo las fechas disputadas en el Autódromo Hermanos Rodríguez las más importantes e interesantes comprendiendo incluso una carrera nocturna. La división que comprende coches de tipo Stock Cars pueden tomar la pista de óvalo para una clásica competición NASCAR hasta el trazado completo para algo más técnico y de mayor demanda para el coche.

### Fórmula E

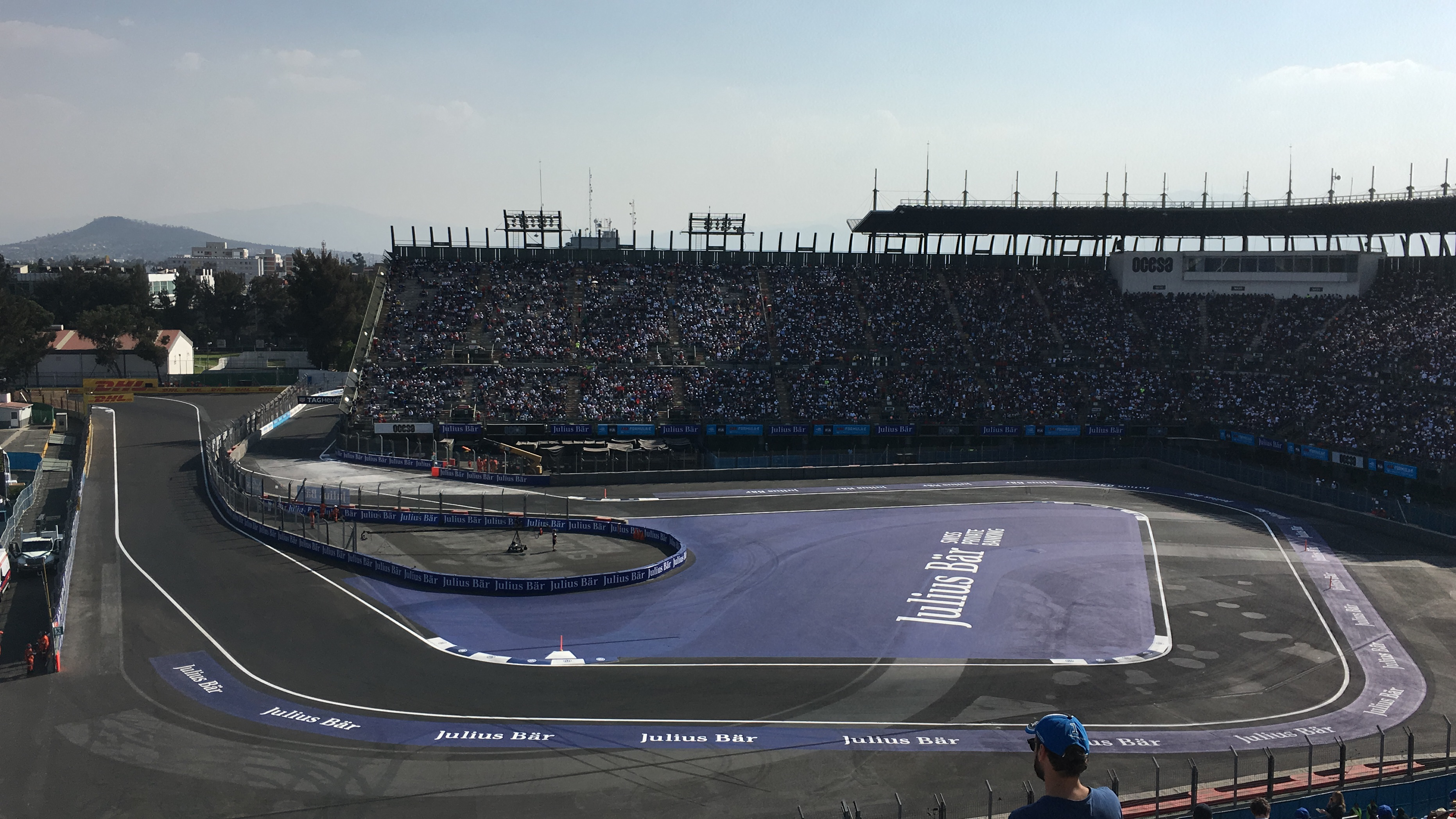
Zona del Foro Sol en la Fórmula E

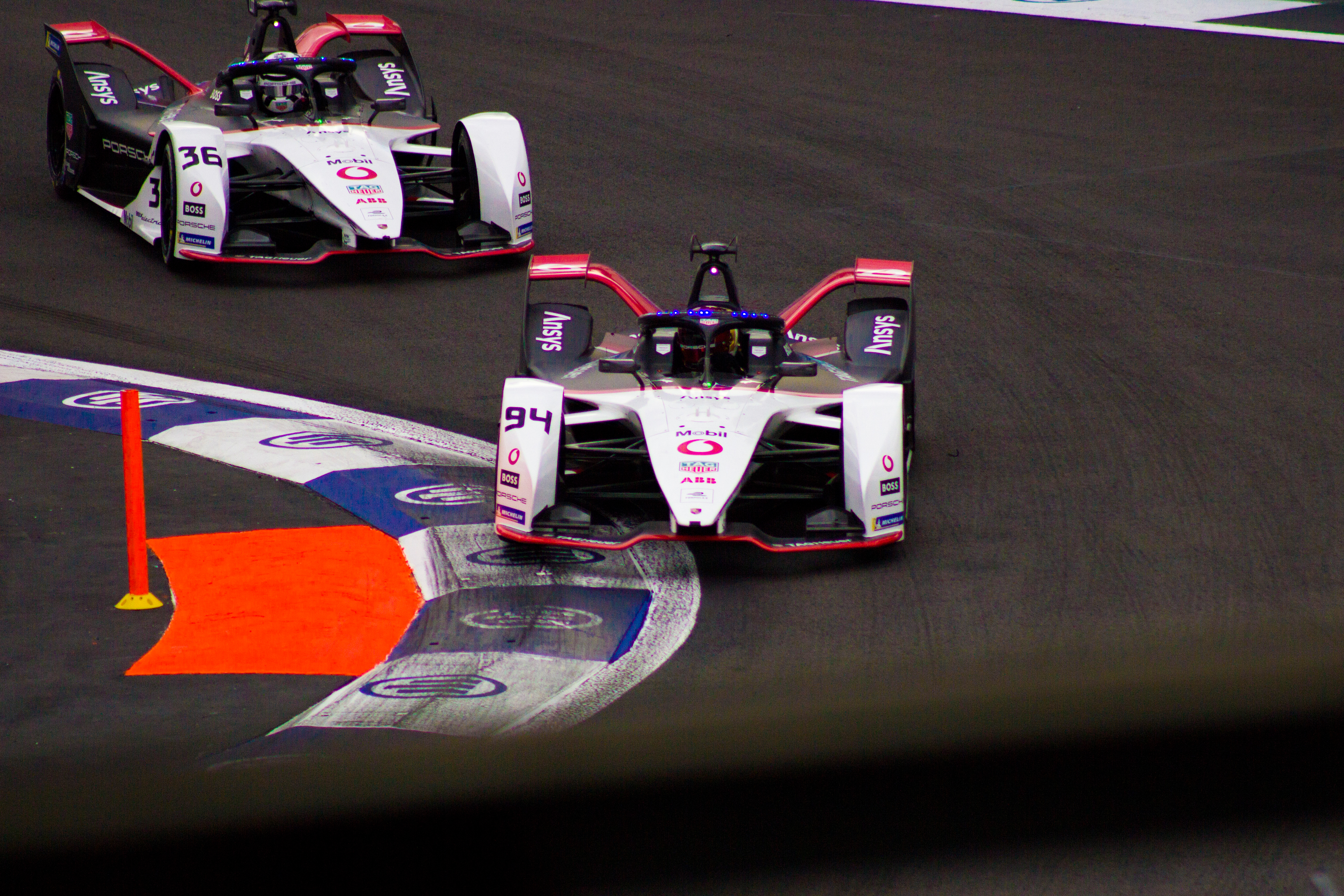
Fórmula E en 2022.

Con el regreso de la máxima categoría del automovilismo a tierra azteca, la Fórmula 1, diversas categorías fijarían su atención en el Autódromo Hermanos Rodríguez. Fue el caso de la Fórmula E la cual anunció su llegada para el día 12 de marzo de 2016. El e-Prix de la Ciudad de México es la única fecha del calendario que se disputa dentro de un autódromo, puesto que el resto de las carreras se disputan en trazados urbanos por las principales calles de varias ciudades del mundo.
El trazado que se utiliza para esta fecha del campeonato es una variante del óvalo, a la cual se le añaden algunas chicanas y un sector mixto dentro del Foro Sol.
La primera carrera fue considerada un éxito, con Jérôme d'Ambrosio como el primer ganador del e-Prix de la Ciudad de México. La permanencia para las siguientes temporadas de Fórmula E están confirmadas con lo cual se espera que México siga causando impacto en el automovilismo internacional.

## Antiguas competiciones importantes

### Campeonato Mundial de Resistencia
Con la remodelación del autódromo este pudo recibir categorías de índole internacional, de este modo el WEC (Campeonato Mundial de Resistencia por sus siglas en inglés) confirmó una fecha para México dentro de su calendario para la temporada 2016, las cuales se llevaran a cabo el día 3 de septiembre con las 6 Horas de México en el Hermanos Rodríguez, con esto se convirtió en la única fecha de esta campeonato en Latinoamérica.

### World Series Fórmula V8 3.5
La World Series Fórmula V8 3.5 llegaría para la temporada 2017, esta carrera sería una carrera que ayudaría a las 6 Horas de México de ese año, la carrera se disputaría a inicios de septiembre y tendría dos rondas, donde el mexicano Alfonso Celis Jr. se subiría al podio en la segunda carrera en el autódromo.

### Champ Car
Anteriormente el autódromo recibiría a la Champ Car (antes CART) y la última carrera disputada de dicha categoría fue en el año 2007. El circuito ha sufrido diversas modificaciones en esta categoría. Hasta el Gran Premio de 2005 el circuito atravesaba por la mitad al Foro Sol, cortando por la mitad a la famosa curva peraltada. A partir del 2006 se utilizó nuevamente toda la peraltada.

### IndyCar
Anteriormente con la presencia de pilotos mexicanos en el serial se contemplaba una fecha que tuviese este autódromo como escenario de la justa automovilística, sin embargo por variadas razones y crisis económicas no se ha podido llevar a cabo.

### A1 Grand Prix
También correría en el 2007 la A1 Grand Prix. La serie A1 Grand Prix empezaría a correrse en el Autódromo Hermanos Rodríguez para la temporada 2006-07 utilizando la configuración completa de Fórmula 1. Alex Yoong de Malasia ganaría la carrera sprint y Oliver Jarvis del Reino Unido ganaría la carrera principal. En la temporada 2007-08, Jonny Reid de Nueva Zelanda ganaría la carrera de sprint y Adam Carroll, del equipo de Irlanda ganaría la carrera principal. Se esperaba que albergara una ronda más en la temporada siguiente, pero el 29 de abril de 2009 se confirmaría que la ronda sería cancelada debido al brote de la pandemia del (H1N1).

## Otros eventos

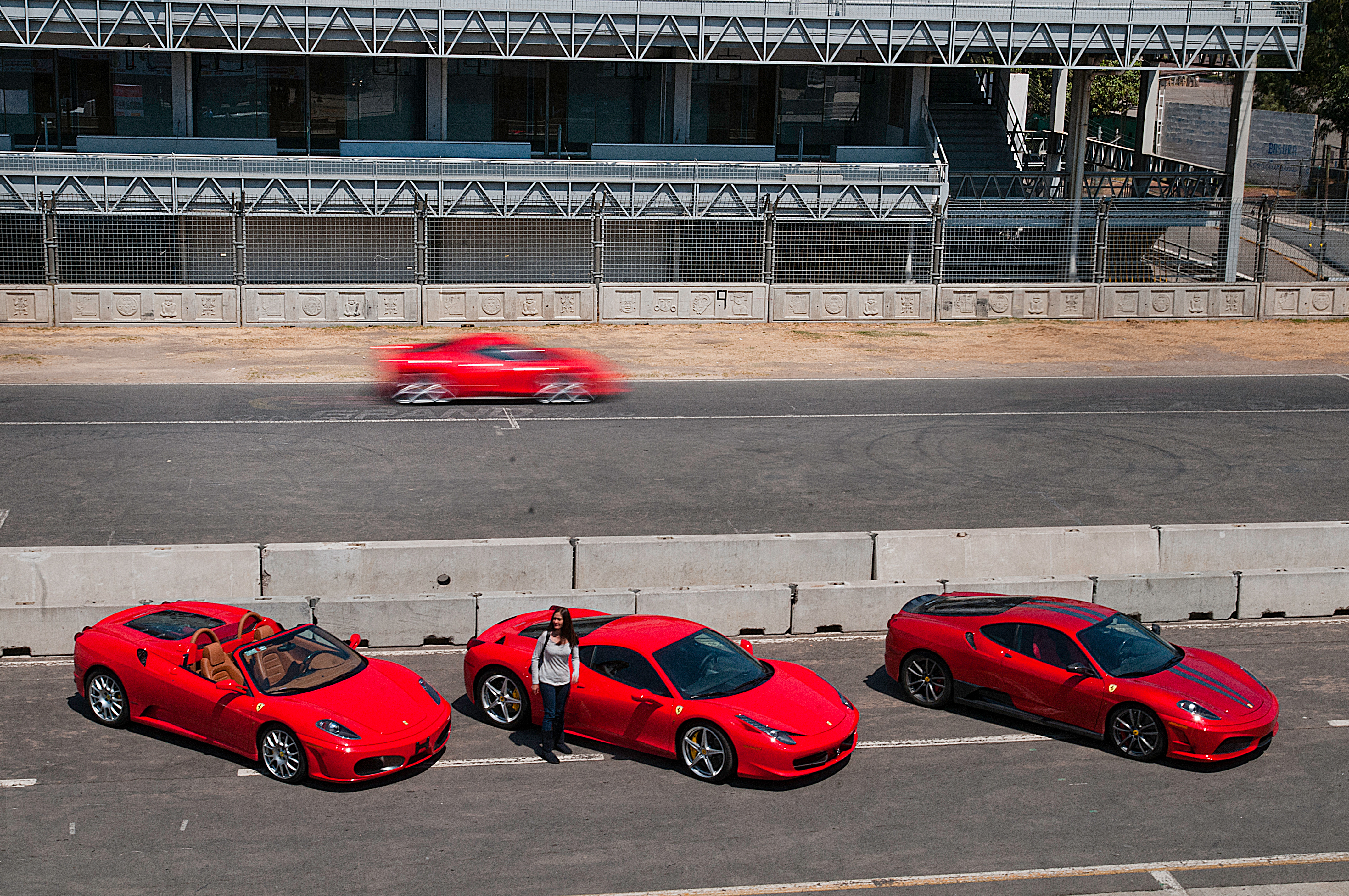
Tres Ferraris en la calle de Boxes en el Autódromo.

El autódromo se llevan a cabo exposiciones de autos deportivos y de lujo, eventos en los cuales se muestran diversos tipos de automóviles, se ofrecen bebidas y un ambiente de fiesta. Es común que se realicen competencias, arrancones, concursos y premiaciones, comúnmente acompañado de la asistencia de algunos medios de comunicación los cuales le dan seguimiento al evento. En este recinto se realizó una misa masiva presidida por el papa Juan Pablo II en 1999, durante su cuarta visita a México.
Durante cada fin de semana de eventos de la Champ Car, NASCAR y A1GP se corren otras categorías secundarias que forman parte de la atracción. Una de ellas y la más importante, y que se ha corrido en varias ediciones es la Rolex Sports Car Series que corre con dos tipos de automóviles a la vez: sport prototipos y gran turismo. En la edición de 2006 Luis Díaz junto con Scott Pruett ganaron la competencia. Díaz se convirtió en el primer mexicano en ganar en este autódromo.
De igual forma se realizan eventos de diversas índoles dentro del trazado del parque Magdalena Mixhuca.
Desde 2010 se realiza anualmente en la curva 4 del circuito el festival musical Corona Capital.
En octubre de 2014 se llevó a cabo por vez primera en este complejo la cuarta edición del evento musical Hell & Heaven Metal Fest.
En 1989, la telenovela mexicana Carrusel grabó una escena en la que los personajes Cirilo Rivera y Jorge del Salto se enfrentaron en una carrera de autos.
En 2020, la empresa mexicana de lucha libre profesional AAA realizaran 4 fechas por el mes de octubre, con el concepto de "AutoLuchas AAA" (al estilo Autocine).

### Habilitación como hospital provisional en la pandemia de COVID-19
En mayo de 2020, el autódromo fue habilitado como hospital provisional para atender a pacientes de COVID-19 en el contexto de la Pandemia de enfermedad por coronavirus en México. En el complejo se instalaron 218 camas, según informó el IMSS, para atender principalmente a personas con síntomas leves, aunque 26 camas estaban diseñadas para atender a personas con síntomas críticos respiratorios.

## La pista ovalada
El Autódromo dispone de un circuito oval de 1 milla (1600 metros) de extensión, gracias a las curvas planas que van desde la mitad de la recta principal hasta el comienzo de la recta trasera. El óvalo se corre en sentido antihorario, como es tradicional en los óvalos norteamericanos, en comparación con el trazado mixto, que se recorre en sentido horario.
La Curva Peraltada tenía originalmente 15 grados de peralte, que se redujeron a 9 grados en 1986 y los actuales 3 grados en 1992. En tanto, la Curva Plana no tiene peralte significativo.
La configuración de óvalo de Ciudad de México es posiblemente el circuito más peligroso de México, debido a la escasa visibilidad en la salida de las curvas 2 y 4. Esto es porque el estadio Foro Sol se encuentra dentro de las curvas 1 y 2, y varios árboles se encuentran en el interior curva 3 y 4.
Durante la temporada 2006, dos terribles accidentes ocurridos en la pista ovalada durante la Serie NASCAR Corona Series que ocurrieron en la curva 4, obligó a varios pilotos a abandonar la carrera, e incluso algunos de ellos requirieron ser llevados al hospital.
La configuración de óvalo se utiliza por lo menos dos veces al año, con eventos dobles para la NASCAR México Series y la NASCAR México T4 Series. Una variante de este se utiliza durante el E-Prix de Ciudad de México, con la diferencia de que le son añadidas algunas curvas en lo que comprende el interior del Foro Sol.

## Ganadores

### A1 Grand Prix
| Año  | Piloto        |
| ---- | ------------- |
| 2007 | Alex Yoong    |
| 2007 | Oliver Jarvis |
| 2008 | Jonny Reid    |
| 2008 | Adam Carroll  |

### Campeonato NACAM de Fórmula 4

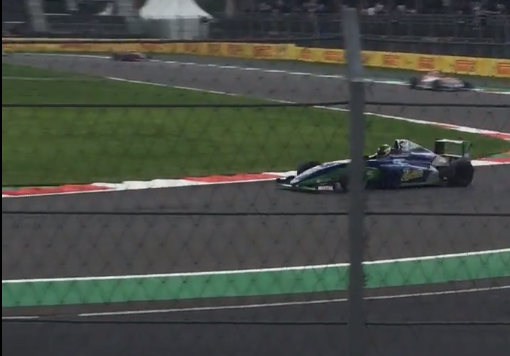
Campeonato NACAM de Fórmula 4 en 2022.

| Año  | Piloto                 |
| ---- | ---------------------- |
| 2015 | Luis Leeds             |
| 2016 | Axel Matus             |
| 2016 | Axel Matus             |
| 2016 | Axel Matus             |
| 2016 | Alexis Carreño         |
| 2016 | Calvin Ming            |
| 2017 | Moisés de la Vara      |
| 2017 | Calvin Ming            |
| 2017 | José Sierra            |
| 2017 | Igor Fraga             |
| 2017 | Moisés de la Vara      |
| 2017 | Igor Fraga             |
| 2017 | Moisés de la Vara      |
| 2018 | Kory Enders            |
| 2018 | Kory Enders            |
| 2018 | Kory Enders            |
| 2018 | Manuel Sulaimán        |
| 2018 | Kory Enders            |
| 2019 | Jak Crawford           |
| 2019 | Jak Crawford           |
| 2019 | Manuel Sulaimán        |
| 2019 | Nicholas Christodoulou |
| 2019 | Noel León              |
| 2019 | Andrés Pérez de Lara   |
| 2021 | Arturo Flores          |
| 2022 | Julio Rejón            |
| 2022 | Julio Rejón            |
| 2022 | Juan Felipe Pedraza    |
| 2022 | Jesse Carrasquedo Jr.  |
| 2022 | Arturo Flores          |
| 2022 | Jesse Carrasquedo Jr.  |
| 2022 | Juan Felipe Pedraza    |
| 2022 | Rodrigo Rejón          |
| 2022 | Juan Felipe Pedraza    |
| 2022 | Juan Felipe Pedraza    |
| 2022 | Manuel Roza            |
| 2022 | Pedro Juan Moreno      |
| 2022 | Pedro Juan Moreno      |
| 2022 | Pedro Juan Moreno      |

### Grand-Am Rolex Sports Car Series
| Año  | Pilotos                      | Automóvil     | Equipo        |
| ---- | ---------------------------- | ------------- | ------------- |
| 2005 | Michael McDowell Memo Gidley | Riley BMW     | Finlay        |
| 2006 | Scott Pruett Luis Díaz       | Riley Lexus   | Chip Ganassi  |
| 2007 | Jon Fogarty Alex Gurney      | Riley Pontiac | Bob Stallings |
| 2008 | Jim Matthews Marc Goossens   | Riley Pontiac | Bob Stallings |

### NASCAR Mexico Series

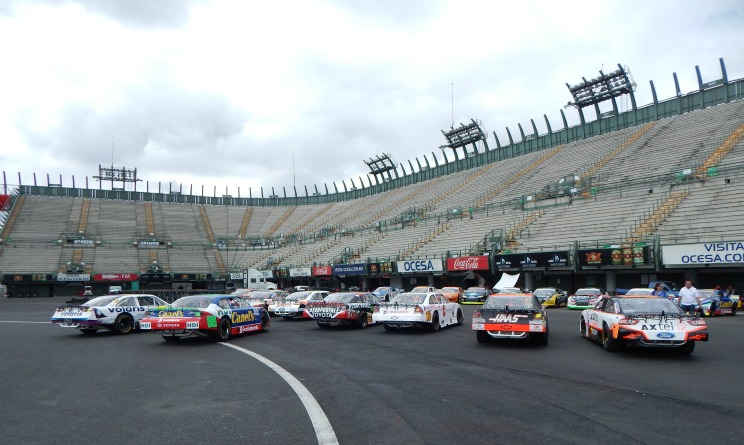
NASCAR Mexico Series en 2016.

| Año  | Piloto               |
| ---- | -------------------- |
| 2004 | Jorge Goeters        |
| 2004 | Rogelio López        |
| 2005 | Patrick Goeters      |
| 2005 | Jorge Goeters        |
| 2006 | Carlos Pardo         |
| 2006 | Rogelio López        |
| 2007 | Carlos Pardo         |
| 2007 | Germán Quiroga       |
| 2007 | Germán Quiroga       |
| 2008 | Patrick Goeters      |
| 2008 | Carlos Pardo         |
| 2009 | Rogelio López        |
| 2010 | Homero Richards      |
| 2010 | Rubén Rovelo         |
| 2011 | Homero Richards      |
| 2011 | Homero Richards      |
| 2012 | Hugo Oliveras        |
| 2012 | Homero Richards      |
| 2013 | Héctor Aguirre       |
| 2013 | Irwin Vences         |
| 2013 | Daniel Suárez        |
| 2014 | Luis Felipe Montaño  |
| 2014 | Daniel Suárez        |
| 2015 | Rubén García Jr.     |
| 2015 | Pepe González        |
| 2017 | Xavi Razo            |
| 2018 | Abraham Calderón     |
| 2019 | Salvador de Alba Jr. |
| 2022 | Salvador de Alba Jr. |

### NASCAR Cup Series
| Año  | Piloto |
| ---- | ------ |
| 2025 |        |

### NASCAR Nationwide Series
| Año  | Piloto             |
| ---- | ------------------ |
| 2005 | Martin Truex, Jr.  |
| 2006 | Denny Hamlin       |
| 2007 | Juan Pablo Montoya |
| 2008 | Kyle Busch         |
| 2025 |                    |

### Porsche Supercup
| Año  | Piloto              |
| ---- | ------------------- |
| 2017 | Matt Campbell       |
| 2017 | Matt Campbell       |
| 2018 | Julien Andlauer     |
| 2018 | Julien Andlauer     |
| 2019 | Michael Ammermüller |
| 2019 | Michael Ammermüller |

### Race of Champions
| Año  | Piloto            |
| ---- | ----------------- |
| 2019 | Benito Guerra Jr. |

### World Series Fórmula V8 3.5
| Año  | Piloto            |
| ---- | ----------------- |
| 2017 | Pietro Fittipaldi |
| 2017 | Pietro Fittipaldi |

## Campeonatos

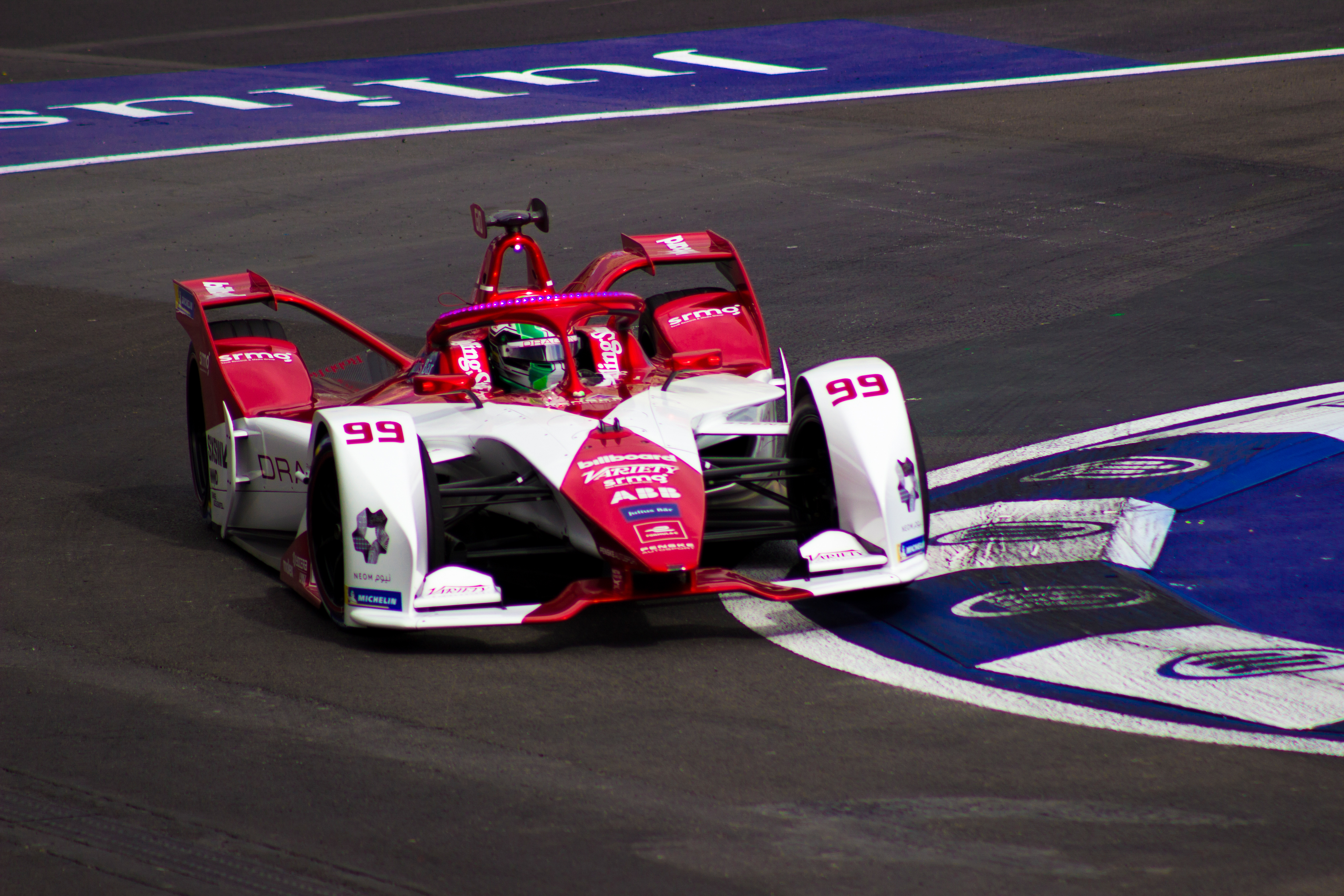
Fórmula E en 2022.

### Actuales
- Campeonato NACAM de Fórmula 4
- Copa TC2000
- Copa 1.8
- Endurance Challenge
- FB-BOHN Mikel's Trucks
- Fórmula E (e-Prix de la Ciudad de México)
- Formula Ford Vintage
- Fórmula Vee México
- Fórmula 1 (Gran Premio de la Ciudad de México)
- Fórmula 1800
- NASCAR Challenge Series México
- NASCAR Mexico Series
- NASCAR Mikel's Truck Series
- Rush MX Series
- SC Súper Copa
- Super Turismos
- Super Turismos Light
- Súper Turismos Light 2
- Tractocamiones Freightliner

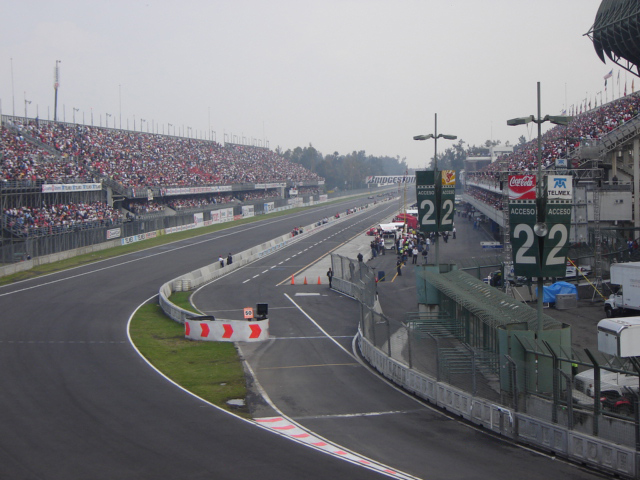
Champ Car World Series en 2006.

- Time Attack
- Vintage Pro Series

### Antiguos
- Atlantic Championship Series (1980–1982)
- A1 Grand Prix (2007–2008)
- Campeonato IMSA GT (1000 km de la Ciudad de México) (1974)
- Campeonato Mundial de Resistencia de la FIA (6 Horas de México) (2016–2017)
- Campeonato Mundial de Sport Prototipos (Trofeo Hermanos Rodríguez) (1989–1991)
- Champ Car World Series (Gran Premio Tecate) (1980–1981, 2002–2007)
- Fórmula México (2017–2019)
- Fórmula 2 Mexicana (1984–2001)
- Fórmula 3 Mexicana (1990–2001)
- Grand American Road Racing Association (Ciudad de México 250) (2005–2008)
- Jaguar I-Pace eTrophy (2019–2020)
- LATAM Challenge Series (2011–2013)
- NASCAR Nationwide Series (Corona México 200) (2005–2008)
- Porsche Supercup (2017–2019)
- Race of Champions (2019)
- Trans-Am (1000 km de la Ciudad de México) (1978–1979, 1991)
- United States Road Racing Championship (1968)
- World Series Fórmula V8 3.5 (2017)

## Récords

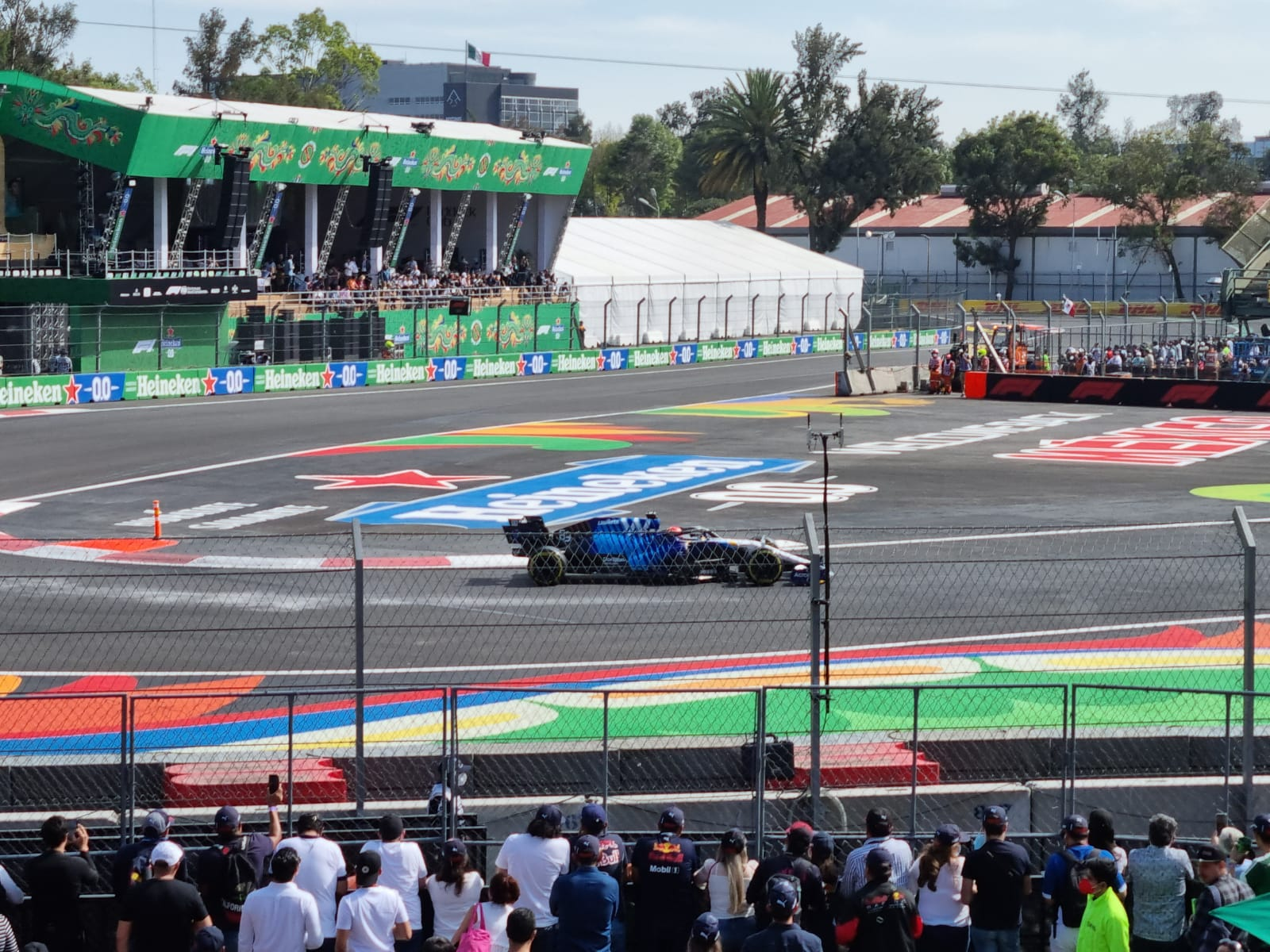
Fórmula 1 en 2021.

El récord oficial de vuelta para el actual circuito es 1:17.774, establecido por Valtteri Bottas conduciendo para Mercedes en el Gran Premio de la Ciudad de México de 2021, mientras que el récord de pista no oficial de todos los tiempos es 1:14.758, establecido por Max Verstappen conduciendo para Red Bull, Compitiendo en la clasificación del Gran Premio de México de 2019. 
Los registros oficiales de vueltas de carrera en el Autódromo Hermanos Rodríguez son los siguientes:
| Categoría | Piloto                                                  | Vehículo                                                | TIempo                                                  | Competencia                                             |
| Circuito de Gran Premio con Foro Sol: 4.304 km (2015-):                                                      | Circuito de Gran Premio con Foro Sol: 4.304 km (2015-): | Circuito de Gran Premio con Foro Sol: 4.304 km (2015-): | Circuito de Gran Premio con Foro Sol: 4.304 km (2015-): | Circuito de Gran Premio con Foro Sol: 4.304 km (2015-): |
| --- | ------------------------------------------------------- | ------------------------------------------------------- | ------------------------------------------------------- | ------------------------------------------------------- |
| Fórmula 1 | Valtteri Bottas                                         | Mercedes-AMG F1 W12 EQ Performance                      | 1:17.774                                                | Gran Premio de la Ciudad de México de 2021              |
| LMP1 | Brendon Hartley                                         | Porsche 919 Hybrid                                      | 1:25.730                                                | 6 Horas de México 2017                                  |
| Fórmula V8 3.5                                                                                               | Matevos Isaakyan                                        | Dallara T12                                             | 1:32.144                                                | World Series Fórmula V8 3.5 2017                        |
| LMP2 | Bruno Senna                                             | Oreca 07                                                | 1:33.670                                                | 6 Horas de México 2017                                  |
| LM GTE | Sam Bird                                                | Ferrari 488 GTE                                         | 1:40.212                                                | 6 Horas de México 2017                                  |
| GT3 | Thomas Preining                                         | Porsche 911 (991 II) GT3 Cup                            | 1:43.593                                                | Porsche Supercup 2018                                   |
| Fórmula 4 | Moisés de la Vara                                       | Mygale M14-F4                                           | 1:46.087                                                | Campeonato NACAM de Fórmula 4 2017                      |
| Rush MX Series                                                                                               | Pablo Guzmán                                            | Rush SR MX Spec                                         | 1:58.986                                                | Speed Fest Fecha 7 2023                                 |
| Circuito extendido de Fórmula E: 2606 km (2020-2022):                                                        |                                                         |                                                         |                                                         |                                                         |
| Fórmula E | Lucas di Grassi                                         | Spark SRT05e                                            | 1:09.487                                                | e-Prix de la Ciudad de México de 2022                   |
| Jaguar I-Pace eTrophy                                                                                        | Cacá Bueno                                              | Jaguar I-Pace eTrophy                                   | 1:25.045                                                | Jaguar I-Pace eTrophy 2020                              |
| Circuito extendido de Fórmula E modificado: 2630 km (2023-):                                                 |                                                         |                                                         |                                                         |                                                         |
| Fórmula E | Jake Dennis                                             | Formula E Gen3                                          | 1:14.195                                                | e-Prix de la Ciudad de México de 2023                   |
| Circuito Vintage: 2.844 km (2020-):                                                                          |                                                         |                                                         |                                                         |                                                         |
| Fórmula 4 | Julio Rejón                                             | Mygale M14-F4                                           | 1:18.538                                                | Campeonato NACAM de Fórmula 4 2022                      |
| Circuito Nacional con Foro Sol: 3.909 km (2014-):                                                            |                                                         |                                                         |                                                         |                                                         |
| Fórmula 4 | Axel Matus                                              | Mygale M14-F4                                           | 1:33.010                                                | Campeonato NACAM de Fórmula 4 2016                      |
| Circuito de Gran Premio sin Foro Sol: 4.256 km (2015-):                                                      |                                                         |                                                         |                                                         |                                                         |
| Fórmula 4 | Diego de la Torre                                       | Mygale M14-F4                                           | 1:43.214                                                | Campeonato NACAM de Fórmula 4 2022                      |
| Rush MX Series                                                                                               | Pablo Guzmán                                            | Rush SR MX Spec                                         | 1:47:596                                                | Endurance Notiauto Diciembre 2023                       |
| Circuito Oval con Foro Sol: 1.665 km (2014-):                                                                |                                                         |                                                         |                                                         |                                                         |
| Stock car | Xavi Razo José Luis Ramírez                             | Toyota Camry NASCAR Ford Fusion NASCAR                  | 0:44.395                                                | NASCAR PEAK Mexico Series 2017                          |
| Circuito Oval: 1.609 km (1959–):                                                                             |                                                         |                                                         |                                                         |                                                         |
| Stock car | Antonio Pérez Mendoza                                   | Toyota Camry NASCAR                                     | 0:32.081                                                | NASCAR Mexico Series 2015                               |
| Panam GP Series                                                                                              | Luis Alfonso Pérez                                      | Tatuus FA010                                            | 0:41.510                                                | Panam GP Series 2015                                    |
| Circuito original de Fórmula E: 2,093 km (2016-2019):                                                        |                                                         |                                                         |                                                         |                                                         |
| Fórmula E | Pascal Wehrlein                                         | Mahindra M5Electro                                      | 1:01.112                                                | e-Prix de Ciudad de México de 2019                      |
| Jaguar I-Pace eTrophy                                                                                        | Bryan Sellers                                           | Jaguar I-Pace eTrophy                                   | 1:15.516                                                | Jaguar I-Pace eTrophy 2019                              |
| Circuito de Gran Premio Modificado: 4.421 km (1986-2014):                                                    |                                                         |                                                         |                                                         |                                                         |
| Fórmula 1 | Nigel Mansell                                           | Williams FW14                                           | 1:16.788                                                | Gran Premio de México de 1991                           |
| Group C | Michael Schumacher                                      | Mercedes-Benz C291                                      | 1:21.611                                                | Campeonato Mundial de Resistencia 1991                  |
| Group C2 | Chris Hodgetts                                          | Spice SE87C                                             | 1:31.929                                                | Campeonato Mundial de Resistencia 1989                  |
| Circuito Gran Premio A1 GP (Circuito NASCAR con chicane): 4.084 km (2008):                                   |                                                         |                                                         |                                                         |                                                         |
| A1 Grand Prix                                                                                                | Oliver Jarvis                                           | Lola A1GP                                               | 1:21.417                                                | A1 Grand Prix 2007/08                                   |
| Circuito Nacional: 4.000 km (1986–2014):                                                                     |                                                         |                                                         |                                                         |                                                         |
| Panam GP Series                                                                                              | Gerardo Nieto                                           | Tatuus FA010                                            | 1:18.287                                                | Panam GP Series 2012                                    |
| Circuito de Grand Prix Champ Car/A1 GP (Circuito de Grand Prix modificado con chicane): 4.463 km (2006–2007) |                                                         |                                                         |                                                         |                                                         |
| Championship Auto Racing Teams                                                                               | Robert Doornbos                                         | Panoz DP01                                              | 1:24.713                                                | Gran Premio Tecate 2007                                 |
| A1 Grand Prix                                                                                                | Salvador Durán                                          | Lola A1GP                                               | 1:27.534                                                | A1 Grand Prix 2006/07                                   |
| Circuito CART/Champ Car Grand Prix (Circuito Grand Prix modificado con Foro Sol): 4.484 km (2002–2005):      |                                                         |                                                         |                                                         |                                                         |
| CART | Shinji Nakano                                           | Lola B02/00                                             | 1:27.248                                                | Gran Premio Tecate 2002                                 |
| Championship Auto Racing Teams                                                                               | Justin Wilson                                           | Lola B02/00                                             | 1:28.479                                                | Gran Premio Tecate 2005                                 |
| Daytona Prototype                                                                                            | Max Angelelli                                           | Riley Mk XI                                             | 1:45.331                                                | Rolex Sports Car Series 2005                            |
| Formula Renault 2.0                                                                                          | Hugo Oliveras                                           | Tatuus FR2000                                           | 1:48.798                                                | Campeonato Mexicano de Formula Renault                  |
| Grand Touring                                                                                                | Bill Auberlen                                           | BMW M3 (E46) GTR                                        | 1:54.099                                                | Rolex Sports Car Series 2005                            |
| Circuito NASCAR: 4.052 km (2005–2014):                                                                       |                                                         |                                                         |                                                         |                                                         |
| Daytona Prototype                                                                                            | Alex Gurney                                             | Riley Mk XI                                             | 1:20.521                                                | Rolex Sports Car Series 2008                            |
| Stock car | Scott Pruett                                            | Dodge Charger NASCAR                                    | 1:27.458                                                | Gran Premio Tecate 2007                                 |
| Circuito de Gran Premio Original: 5.000 km (1959–1985):                                                      |                                                         |                                                         |                                                         |                                                         |
| Fórmula 1 | Jacky Ickx                                              | Brabham BT26A                                           | 1:43.050                                                | Gran Premio de México de 1969                           |
| Grupo 4 | Peter Revson                                            | Lola T70                                                | 1:48.910                                                | United States Road Racing Championship 1968             |
| Circuito Corto Original: 3.991 km (1959–1985):                                                               |                                                         |                                                         |                                                         |                                                         |
| Formula Atlantic                                                                                             | Norm Hunter                                             | Ralt RT4                                                | 1:17.631                                                | Formula Atlantic 1982                                   |

## Trazados
|                                                   |
| Circuito del Gran Premio de Fórmula 1 (1959-1985) |

|                                                   |
| Circuito de Gran Premio del Fórmula 1 (1986-2014) |

|                                                       |
| Circuito del Gran Premio de Fórmula 1 (2015-presente) |

|                              |
| Circuito de Fórmula E (2016) |

|                                   |
| Circuito de Fórmula E (2017-2019) |

|                                   |
| Circuito de Fórmula E (2020-2022) |

|                                       |
| Circuito de Fórmula E (2023-presente) |